# Kleptokracie

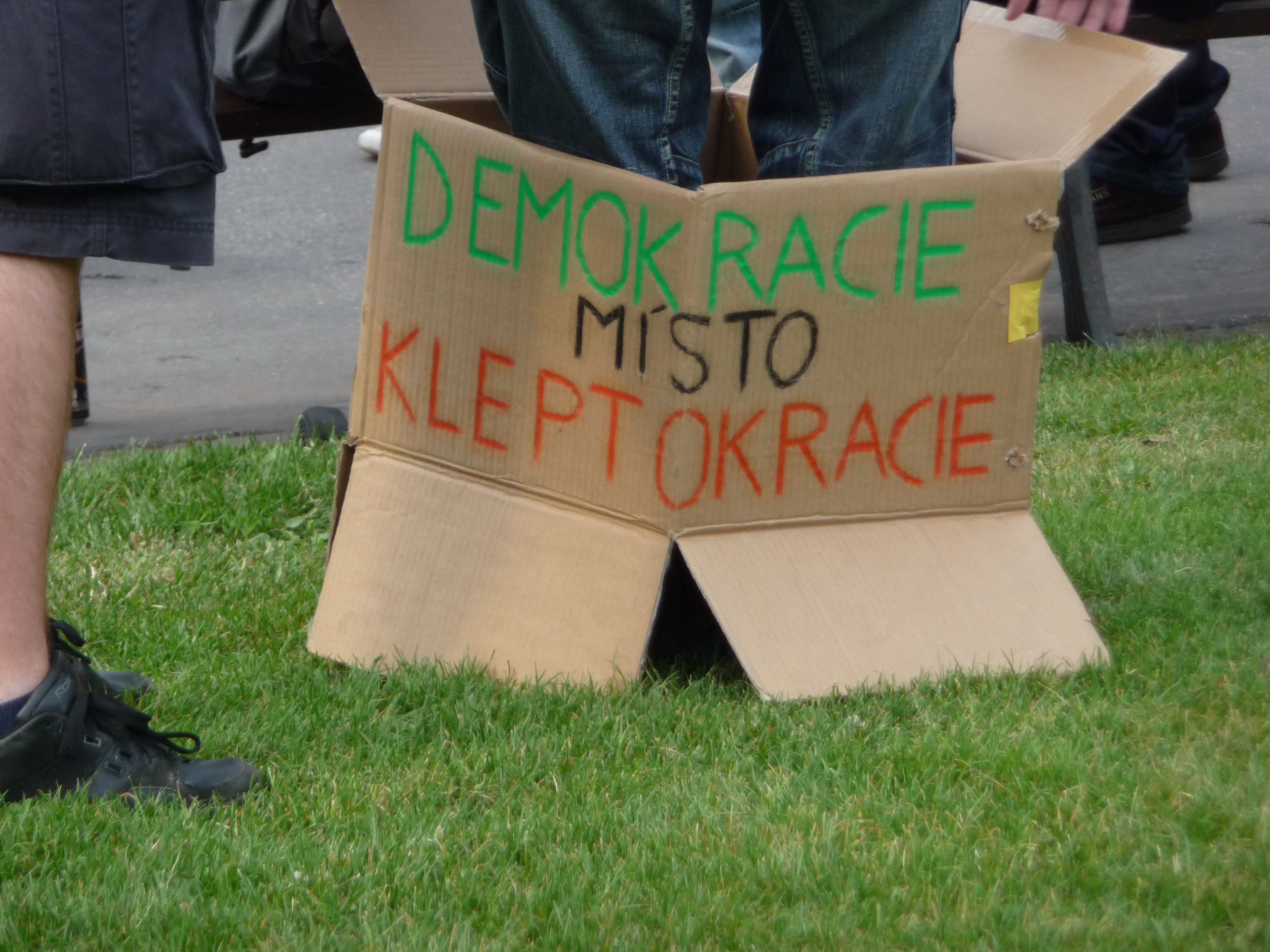
Kleptokracie na transparentu (Brno, 2011)

Kleptokracie (ze starořeckého κλέπτειν (kleptein) = krást a obecné koncovky označující formu vlády -kracie κρατία (kratia) = vláda, tedy něco jako „zlodějovláda“, vláda zlodějů) je zřízení, ve kterém hraje klíčovou roli osobní obohacování držitelů moci. Veřejné prostředky jsou vyváděny na osobní účty mocných a jejich klientely. Vzniká tak vrchní vrstva („věrchuška“) mocných a bohatých, kteří defraudované bohatství používají k vlastnímu obohacení, eventuálně k udržení moci (získání přátel a spojenců).
Kleptokracie bývají většinou diktatury a oligarchie, ale mohou se skrývat i za fasádou demokratického zřízení. Kleptokracie je „ukradený stát“, který místo občanům patří zlodějům. V kleptokracii je korupční jednání normou a prostředkem udržení moci.
Označení kleptokracie se vyskytlo v popisu poměrů panujících v Sovětském svazu a Rusku jak za Jelcina, tak za Putina, stejně jako v dalších následnických státech. Jako kleptokracie bývají označovány mnohé autokratické režimy. Trojici nejkřiklavějších případů tvoří dle žebříčku mezinárodní protikorupční organizace Transparency International vláda Suharta v Indonésii, Ferdinanda Marcose na Filipínách a Mobutu Sese Seka v Zairu. Další často zmiňované příklady zahrnují režimy Mubáraka v Egyptě, Hun Sena v Kambodži či dos Santose v Angole. Někdy se termín užívá rovněž pro označení narkostátu Manuela Noriegy na Panamě.

## Citace
Různé formulace, kterými se definuje kleptokracie:
- Kleptokracie je forma autokratické vlády, vláda zlodějů nebo velmi špatná vláda. Cílem této vlády je nahromadit - nakrást co největší bohatství buď pro sebe sama, nebo pro určitý okruh lidí. Tento systém využívá daní a zdanění, státních zakázek a pod., aby si mohl přivlastnit co nejvíce finančních prostředků a majetku. …legalizovaná státní lichva je také typickým znakem kleptokracie.[4]